# Hwang Jeong-min
Dans ce nom coréen, le nom de famille, Hwang, précède le nom personnel.
Hwang Jeong-min (coréen: 황정민), né le 1er septembre 1970 à Masan, est un acteur sud-coréen.

## Biographie

### Carrière cinématographique
Hwang Jeong-min a commencé sa carrière dans le théâtre musical, faisant ses débuts en tant qu'acteur dans la comédie musicale Line 1 en 1995. Il a ensuite joué dans diverses comédies musicales tels que Jesus Christ Superstar et Cats,. Malgré une carrière sur scène, il éprouvait une grande difficulté à faire une transition du théâtre au cinéma. Il a traversé une longue lutte pour la reconnaissance, avec des gens qui disaient qu'il n'avait pas un bon visage pour tourner dans des films. Il a songé abandonner son rêve mais il reste bloqué à sa conviction à propos de la comédie. Sa grande percée est venue quand il a joué dans le film Waikiki Brothers en 2001. Dans son rôle en tant que batteur désespérée, il a laissé une forte impression et a obtenu des critiques favorables, avec le réalisateur Yim Soon-rye qui l'appelé « une pierre précieuse intégrale».
Mais ce n'est en 2005 que Hwang Jeong-min est devenu un nom couramment cité avec l’interprétation d'un agriculteur naïf amoureux d'une prostitué atteinte du sida dans le mélodrame Tu es mon destin. Il avait expliqué qu'il avait été ému par l'histoire d'amour authentique amour entre les deux personnages. Il avait accepté le rôle avec l'idée de montrer au réalisateur Park Jin-pyo que l'amour pur est comme une gemme non taillée sans n'en ajouter négligemment ou à chercher à l'embellir. Quand il a accepté le prix du meilleur acteur aux Blue Dragon Film Awards pour sa performance dans le film, beaucoup ont été émus par son célèbre discours: « Je n'ai fait qu'ajouter une cuillère à une table qui avait déjà été préparé par les autres. »
Lors des choix des scripts, il a déclaré qu'il regardait l'histoire intégrale plutôt que le personnage lui-même. Il accorde beaucoup d'importance afin qu'il ne soit pas captivé par lui-même et qu'il faut toujours qu'il se rappelle qu'il y a une autre personne qui regarde la scène. Il a d’ailleurs cité à ce sujet : « La caméra ne ment pas. Vous ne pouvez jamais tromper le spectateur. Vous devez agir avec votre cœur, pas avec votre tête,. »
Il fait un retour triomphant sur scène en se lançant dans la production de la comédie musicale Nine en 2008. Le producteur de théâtre de la comédie musicale a dit qu'il a fallu trois ans pour lancer le rôle principal et il a trouvé que Hwang Jung-min était le bon acteur pour rivaliser avec l'acteur espagnol Antonio Banderas.

## Vie privée
Hwang Jeong-min a également un frère cadet Hwang Sang-joon, directeur musical.
Le 6 septembre 2004, Hwang Jung-min épouse l'actrice de comédies musicales Kim Mi-hye,. Cette dernière donne naissance à son premier enfant prénommé Hwang Sae-hyun.

## Filmographie

### Cinéma
| Année | Film                             | Titre original               | Réalisateur                      | Rôle                                                | Observations                                                                                      |  |
| ----- | -------------------------------- | ---------------------------- | -------------------------------- | --------------------------------------------------- | ------------------------------------------------------------------------------------------------- |  |
| 1990  | General's Son                    | 장군의 아들                  | Im Kwon-taek                     | Lui-même                                            |                                                                                                   |  |
| 1997  | Push! Push!                      | 산부인과                     | Park Chul-soo                    | Lui-même                                            |                                                                                                   |  |
| 1999  | Shiri                            | 쉬리                         | Kang Je-gyu                      | Lui-même                                            |                                                                                                   |  |
| 2001  | Waikiki Brothers                 | 와이키키 브라더스            | Yim Soon-rye                     | Kang-soo                                            |                                                                                                   |  |
| 2002  | YMCA Baseball Team               | YMCA 야구단                  | Kim Hyun-seok                    | Ryu Kwang-tae, fils d'un fonctionnaire pro-japonais |                                                                                                   |  |
| 2002  | Road Movie                       | 로드무비                     | Kim In-sik                       | Dae-shik                                            |                                                                                                   |  |
| 2003  | Save the Green Planet!           | 지구를 지켜라!               | Jang Joon-hwan                   | Su-ni                                               |                                                                                                   |  |
| 2003  | Une femme coréenne               | 바람난 가족                  | Im Sang-soo                      | Joo Young-jak                                       |                                                                                                   |  |
| 2003  | The End of a Wicked Woman        | 나쁜 여자의 최후             | Wi Jun-seok                      | Lui-même                                            | Court-métrage                                                                                     |  |
| 2004  | The Last Wolf                    | 마지막 늑대                  | Koo Ja-Hong                      | Ko Jeong-shik                                       |                                                                                                   |  |
| 2004  | Twentidentity "Under a Big Tree" |                              | Park Kyung-hee                   | Lui-même                                            | Court-métrage                                                                                     |  |
| 2004  | This Charming Girl               | 여자, 정혜                   | Lee Yoon-ki                      | Écrivain                                            |                                                                                                   |  |
| 2005  | A Bittersweet Life               | 달콤한 인생                  | Kim Jee-woon                     | Président Baek                                      |                                                                                                   |  |
| 2005  | Heaven's Soldiers                | 천군                         | Min Joon-ki                      | Park Jung-woo                                       |                                                                                                   |  |
| 2005  | Tu es mon destin                 | 너는 내 운명                 | Park Jin-pyo                     | Seok-joong                                          |                                                                                                   |  |
| 2005  | All for Love                     | 내 생애 가장 아름다운 일주일 | Min Kyu-dong                     | Na Do-chul                                          |                                                                                                   |  |
| 2006  | Nos voisins, les hommes          | Over the Hedge               | Tim Johnson et Karey Kirkpatrick | RJ (voix)                                           | Film d'animation                                                                                  |  |
| 2006  | Bloody Tie                       | 사생결단                     | Choi Ho                          | Do Jin-kwang                                        |                                                                                                   |  |
| 2007  | Black House                      | 검은 집                      | Shin Tae-ra                      | Jeon Joon-oh                                        | Adaptation cinématographique du roman éponyme de Yusuke Kishi                                     |  |
| 2007  | Haengbok                         | 행복                         | Hur Jin-ho                       | Young-su                                            |                                                                                                   |  |
| 2007  | Eleventh Mom                     | 열한번째 엄마                | Kim Jin-sung                     | Baek-jung                                           |                                                                                                   |  |
| 2008  | A Man Who Was Superman           | 슈퍼맨이었던 사나이          | Jeong Yoon-cheol                 | Superman                                            |                                                                                                   |  |
| 2009  | L'Œil du privé                   | 그림자 살인                  | Park Dae-min                     | Hong Jin-ho, détective privé                        |                                                                                                   |  |
| 2009  | Five Senses of Eros              | 오감도                       | Min Kyu-dong                     | Min Jae-in                                          | Court-métrage                                                                                     |  |
| 2010  | Blades of Blood                  | 구름 을 벗어난 달처럼        | Lee Joon-ik                      | Hwang Jeong-hak                                     | Adaptation cinématographique du manhwa Like the Moon Escaping from the Clouds de Park Heung-yong  |  |
| 2010  | The Unjust                       | 부당거래                     | Ryu Seung-wan                    | Choi Cheol-gi, officier de police                   |                                                                                                   |  |
| 2011  | Battlefield Heroes               | 평양성                       | Lee Joon-ik                      | Lui-même                                            | Caméo                                                                                             |  |
| 2011  | Moby Dick                        | 모비딕                       | Park In-je                       | Lee Bang-woo                                        |                                                                                                   |  |
| 2012  | Dancing Queen                    | 댄싱퀸                       | Lee Suk-hoon                     | Jung-min                                            |                                                                                                   |  |
| 2013  | New World                        | 신세계                       | Park Hoon-jeong                  | Jung Chung                                          |                                                                                                   |  |
| 2013  | In My End Is My Beginning        | 끝과 시작                    | Min Kyu-dong                     | Min Jae-in                                          | Adaptation cinématographique du court-métrage éponyme du film Five Senses of Eros de Min Kyu-dong |  |
| 2013  | Fists of Legend                  | 전설의 주먹                  | Kang Woo-suk                     | Im Deok-kyu                                         | Adaptation cinématographique de la bande-dessinée éponyme de Lee Jong-gyu et Lee Yoon-gyun        |  |
| 2014  | Man in Love                      | 남자가 사랑할 때             | Han Dong-wook                    | Han Tae-il                                          |                                                                                                   |  |
| 2014  | Ode to My Father                 | 국제시장                     | Yoon Je-kyoon                    | Yoon Deok-soo                                       |                                                                                                   |  |
| 2015  | Veteran                          | 베테랑                       | Ryu Seung-wan                    | Détective Seo Do-cheol                              |                                                                                                   |  |
| 2015  | The Himalayas                    | 히말라야                     | Lee Suk-hoon                     | Uhm Hong-kil                                        | Adaptation cinématographique de la vraie histoire de Um Hong-gil                                  |  |
| 2016  | The Strangers                    | 곡성                         | Na Hong-jin                      | Il-Gwang, le shaman                                 |                                                                                                   |  |
| 2016  | A Violent Prosecutor             | 검사외전                     | Lee Il-hyeong                    | l'enquêteur Byeon Jae-wook                          |                                                                                                   |  |
| 2016  | Asura: The City of Madness       | 아수라                       | Kim Sung-su                      | Park Sung-bae                                       |                                                                                                   |  |
| 2017  | Battleship Island                | 군함도                       | Ryoo Seung-wan                   | Lee Kang-ok                                         |                                                                                                   |  |
| 2018  | The Spy Gone North               | 공작                         | Yoon Jong-bin                    | Park Seok-yeong                                     |                                                                                                   |  |
| 2020  | Deliver Us From Evil             | 다만 악에서 구하소서         | Hong Won-chan                    | In-nam                                              |                                                                                                   |  |
| 2021  | Hostage: Missing Celebrity       | 인질                         | Pil Kam-seong                    | Lui-même                                            |                                                                                                   |  |
| 2023  | Kill Bok-soon                    | 길복순                       | Byun Sung-hyun                   | Shinichiro Oda / Kim Kwang-li                       | apparition exceptionnelle                                                                         |  |
| 2024  | I, The Executioner               | 베테랑 2                     | Ryoo Seung-wan                   | Seo Do-cheol                                        | Prochainement                                                                                     |  |
| 2026  | Hope                             | 호프                         | Na Hong-jin                      | Beom-seok                                           | Prochainement                                                                                     |  |

### Télévision
| Année | Série télévisée       | Titre original             | Réalisateur   | Rôle           | Chaîne télévisée |
| ----- | --------------------- | -------------------------- | ------------- | -------------- | ---------------- |
| 2009  | The Accidental Couple | That Fool 그저 바라 보다가 | Ki Min-soo    | Gu Dong-baek   | KBS2             |
| 2012  | Korean Peninsula      | Hanbando 한반도            | Lee Hyung-min | Seo Myung-joon | TV Chosun        |

- * 2022 : Narco-Saints

## Musique
- Musique de films et de séries télévisées :
  - En 2005, Hwang Jeong-min chante la chanson A Honeyed Question de la bande originale du film A Bittersweet Life. Par la suite, il enregistre les chansons You're My Sunshine et Sun Together (너는 내 운명) avec l'actrice Jeon Do-yeon pour le film Tu es mon destin.
  - En 2006, il collabore avec le groupe Leessang et l'acteur Ryoo Seung-bum pour la chanson Who are you living for? (누구를 위한 삶인가) pour le film Bloody Tie.
- Enregistrements :
  - En 2010, Il participe à l'enregistrement du single We avec Jang Dong-gun, Kim Seung-woo, Hwang Jung-min, Gong Hyung-jin, Ji Jin-hee et Lee Ha-na de l'album Actors Choice single.
- Clips :
  - Il apparaît en 2005 dans le clip de Naul, membre du groupe Brown Eyed Soul, One Way Back.

## Théâtre
- Line 1 (de 1995 à 1996, 2000, 2006)
- Blood Brothers (1997)
- Gaeddongi (1997-1998)
- Jesus Christ Superstar (1997)
- Moskito (1999)
- Cats (1999)
- Tommy (2001)
- 42nd Street (2004)
- Nine (2008)
- University of Laughs (2008)
- The Wedding Singer (2009-2010)
- L'Homme de la Mancha (2012)
- Assassins (2012-2013)

## Récompenses
| Année | Récompenses |
| ----- | --- |
| 2002  | - 1re Korean Film Awards : Meilleur acteur dans un second rôle (Waikiki Brothers) - 3e Pusan Film Critics Awards : Meilleur nouvel acteur (Road Movie) - 23e Blue Dragon Film Awards : Meilleur nouvel acteur (Road Movie) - 22e Korean Association of Film Critics Awards : Meilleur nouvel acteur (Road Movie) - 5e Director's Cut Awards : Meilleur nouvel acteur (Road Movie)                          |
| 2005  | - 42e Grand Bell Awards : Meilleur acteur dans un second rôle (A Bittersweet Life) - 26e Blue Dragon Film Awards : Prix du meilleur couple partagé avec Jeon Do-yeon (Tu es mon destin) - 26e Blue Dragon Film Awards : Meilleur acteur (Tu es mon destin) - 4e Korean Film Awards : Meilleur acteur dans un second rôle (A Bittersweet Life) - 4e Korean Film Awards : Meilleur acteur (Tu es mon destin) |
| 2006  | - 3e Max Movie Awards : Meilleur Acteur (Tu es mon destin) - 29e Golden Cinematography Awards : Meilleur Acteur (Tu es mon destin) - 7e Pusan Film Critics Awards : Meilleur acteur (A Bittersweet Life) |
| 2007  | - 28e Blue Dragon Film Awards : Prix de l'acteur populaire (Happiness) |
| 2009  | - 4e Golden Ticket Awards : Meilleur acteur dans une pièce de théâtre |
| 2011  | - 45e Taxpayers' Day : Recommandation présidentielle - 15e FanTasia : Meilleur acteur partagé avec Ryoo Seung-bum (The Unjust) |
| 2013  | - 22e Buil Film Awards : Meilleur acteur (New World) - 34e Blue Dragon Film Awards : Meilleur acteur (New World) - Korea Film Actor's Association Awards : Top star de cinéma de Corée |